# Menemerus galapagoensis
Menemerus galapagoensis är en spindelart som beskrevs av Marx 1890. Menemerus galapagoensis ingår i släktet Menemerus och familjen hoppspindlar. Inga underarter finns listade i Catalogue of Life.